# Trémargat
 Trémargat   (en bretón Tremargad) es una población y comuna francesa, en la región de Bretaña, departamento de Côtes-d'Armor, en el distrito de Guingamp y cantón de Rostrenen.
Se constituyó en 1851 a partir de Plounévez-Quintin.

## Demografía
| ...                       | ... | ... | ... | ... | ... | ... | ... | ... | 626 | 593 | lac. | 556 | 612 | 598 | 558 | 566 | 553 | 611 | 602 | 614 | 546 | 540 | 486 | 436 | 398 | 301 | 269 | 243 | 199 | 187 | 152 | 171 | 167 | 168 |
| (Fuente: INSEE y Cassini) |     |     |     |     |     |     |     |     |     |     |      |     |     |     |     |     |     |     |     |     |     |     |     |     |     |     |     |     |     |     |     |     |     |     |